# Salix dolichostachya
Salix denticulata — вид квіткових рослин із родини вербових (Salicaceae).

## Морфологічна характеристика
Це невелике дерево чи великий кущ. Молоді гілки запушені, 1-річні голі до майже голих. Листки на запушених ніжках 7–16 мм; листкова пластина ланцетоподібна, еліптична або яйцювато-ланцетна, 5–13 × 1.7–5.1 см, із залозистими зубцями, у зрілому стані зверху на середній жилці волохата, знизу гола. Чоловічі сережки 2.5–4 см, майже сидячі. Жіночі сережки 5–11 см. Плодова сережка у довжину 10–18 см. Коробочка гола, 6–7 мм завдовжки.

## Середовище проживання
Пакистан, Західні Гімалаї. 